# Felix von Luschan
Felix von Luschan, född 11 augusti 1854, död 7 februari 1924, var en tysk etnograf och antropolog.
Luschan var från början militärläkare men ägande sig tidigt åt etnologiska studier och företog resor på Balkan, i Mindre Asien, Syrien, Egypten och Sydafrika samt förtog utgrävningar i Sendschirli i Turkiet. Han blev 1890 professor och 1904 direktör för Museum für Völkerkunde i Berlin. Luschan utgav ett större antal arbeten i etnologi och närliggande vetenskaper, bland annat om buschmän och hamiter. Bland hans viktigare arbeten märks Die Altertümer von Benin (3 band, 1919) och Sendschirli (5 band, 1893-1925).